# Middle East Media Research Institute
Il Middle East Media Research Institute, o brevemente MEMRI, è un'organizzazione no-profit finanziata da contributi volontari, che si occupa delle pubblicazioni e traduzioni dal Medio Oriente, con sede a Washington, D.C. e uffici a Gerusalemme, Berlino, Londra e Tokyo.

Offre traduzioni dei media arabi e persiani.
Secondo un'indagine del giornalista Brian Whitaker il MEMRI è stato cofondato nel 1998 da Yigal Carmon, ex colonnello del Mossad più tardi divenuto consigliere per l'antiterrorismo di Shamir e Rabin, e da Meyrav Wurmser, direttrice del Centro di politica medio orientale presso l'Hudson Institute di Indianapolis.
L'organizzazione ha raggiunto una visibilità sempre crescente dopo gli attentati dell'11 settembre, in seguito all'accresciuto interesse del pubblico occidentale per l'area mediorientale. Lo stesso Whitaker sostiene che Il MEMRI non possa essere ritenuto neutrale, in quanto filo-occidentale..